# Frederik Adolf af Sverige
Prins Frederik Adolf af Sverige (svensk: Fredrik Adolf) (18. juli 1750 – 12. december 1803) var en svensk prins. Han var den yngste søn af Kong Adolf Frederik af Sverige og Dronning Louise Ulrike, samt til bror til kongerne Gustav 3. af Sverige og Karl 13. af Sverige. Han havde titel af Hertug af Östergötland.